# Fanny Fischer
Fanny Fischer, född den 7 september 1987 i Potsdam, Östtyskland, är en tysk kanotist.
Hon tog OS-guld i K-4 500 meter i samband med de olympiska kanottävlingarna 2008 i Peking.